# Nupedia
Nupedia fue una enciclopedia en línea cuyos artículos fueron escritos por expertos y registrados bajo licencia de contenido libre. Fue fundada por Jimmy Wales y suscrita por Bomis, con Larry Sanger como redactor jefe. Nupedia duró desde marzo de 2000 hasta septiembre de 2003, y es más comúnmente conocida ahora como la antecesora de Wikipedia.
Nupedia no era una wiki, es decir, no era públicamente editable. Estaba caracterizada por un proceso de revisión por pares extensivo y diseñada para hacer que sus artículos fuesen de una calidad comparable a las de enciclopedias profesionales. Nupedia quería que el contenido fuese aportado por voluntarios con estudios. 
«En un año y con 120 000 dólares invertidos en el proyecto, Nupedia solo había publicado 24 artículos y Jimmy Wales decidió descartar el proyecto». Antes de que terminara de operar, Nupedia produjo 25 artículos que completaron el sistema de revisión. Tenía también 74 artículos que estaban aún en construcción.

## Historia

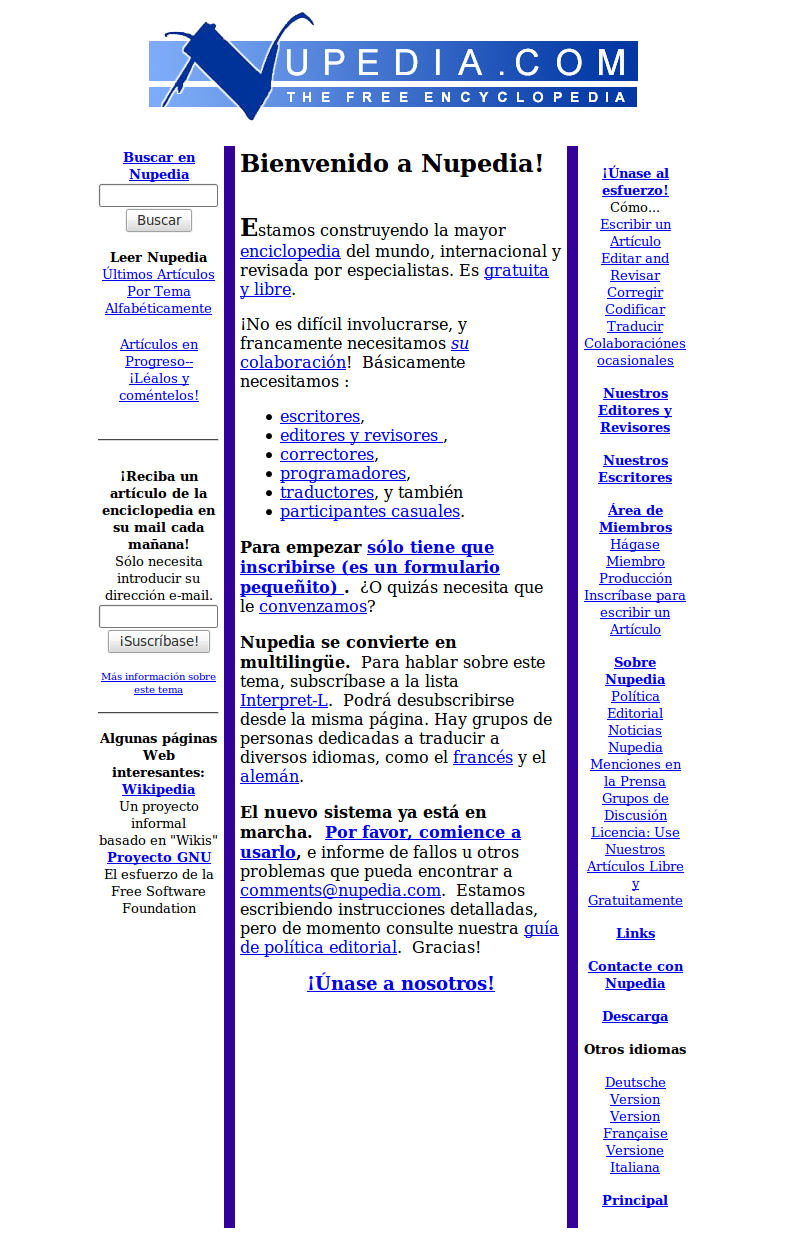
Captura de pantalla de Nupedia en español, en octubre de 2001.

Nupedia fue siempre una enciclopedia de contenido libre. Inicialmente el proyecto usaba su propia licencia, la Nupedia Open Content License. En enero de 2001, Nupedia cambió su licencia a la licencia de documentación libre de GNU, a pedido de Richard Stallman y la Free Software Foundation. Sin embargo, Stallman también empezó la GNUPedia al mismo tiempo, lo cual condujo a preocupaciones sobre posible competencia entre los proyectos. Un problema para los participantes de GNUPedia era que, a pesar de los usos de Nupedia de un contenido libre, el prolongado proceso de revisión por pares iba en contra de la cultura y filosofía del movimiento del software libre.
Durante este mismo periodo, empezó Wikipedia como un proyecto paralelo para permitir colaboración en artículos antes de entrar en el proceso de revisión por pares. Esto atrajo interés por ambos lados, pues proveía una estructura menos burocrática, preferida por los simpatizantes de GNUPedia. Como resultado, nunca se desarrolló realmente y la amenaza de competencia entre los proyectos quedó anulada. Como Wikipedia creció y atrajo colaboradores, rápidamente desarrolló una vida propia y comenzó a funcionar mayormente con independencia de Nupedia, aunque Sanger inicialmente dirigió la actividad en Wikipedia por su posición como redactor jefe de Nupedia. 
Aparte de conducir a la interrupción del proyecto Nupedia, Wikipedia también condujo al fracaso gradual de Nupedia. Debido al colapso de la economía de internet en esos tiempos, Jimmy Wales decidió interrumpir la financiación para un redactor jefe pagado en diciembre de 2000, y un tiempo después Sanger renunció a su cargo en ambos proyectos. Mientras que Nupedia se acercaba a la inactividad, la idea de convertirlo en una versión estable de Wikipedia ocasionalmente rebrotó, pero nunca fue implementada, y Nupedia se cerró en 2003.

## Proceso editorial
Los requisitos exigidos para ser editor de Nupedia eran relativamente altos. La política establecía "Deseamos que los editores sean verdaderos expertos en sus áreas y (con pocas excepciones), que posean doctorados".Sin embargo, los revisores que evaluaban redacciones en un artículo generalmente no tendrían experticia especial en la materia del artículo. Los revisores eran identificados por seudónimos, y aunque había una facilidad que permitía a los revisores postear sus biografías, muchos no lo hicieron. Entonces, el experto que escribía el artículo estaba a menudo obligado a modificarlo basado en comentarios de revisores efectivamente anónimos, sin manera de conocer sus grados de calificación en la materia. El proceso era también diferente del de Wikipedia porque se esperaba que los revisores dieran críticas, pero no que estos hicieran ediciones en los artículos.

## Desarrollo del software
Nupedia funcionaba con el software colaborativo NupeCode, software libre lanzado bajo la licencia pública GNU diseñado para grandes proyectos de revisión por pares. El código estaba disponible vía repositorio CVS de Nupedia.[cita requerida]
Uno de los problemas experimentados por Nupedia durante mucha de su existencia fue la falta de software funcional. Como medida a la falta de software funcional se utilizaron bloques de texto subrayados que parecían ser hiperenlaces para indicar los artículos. 
Como parte del proyecto, una nueva versión del software original, llamada NuNupedia, estaba bajo desarrollo. NuNupedia fue implementado para propósitos de prueba en SourceForge, pero nunca alcanzó suficiente desarrollo para reemplazar al software original.

## Lectura adicional
- Larry Sanger, The Early History of Nupedia and Wikipedia: A Memoir Part 1 (en inglés) y Part 2. Slashdot, abril de 2005.
- Larry Sanger, "Nupedia.com Statement of Editorial Policy, Version 2.1," Versión imprimible del 10 de mayo de 2000.
- Larry Sanger, "Nupedia.com Statement of Editorial Policy, Version 3.2," Versión imprimible del 23 de junio de 2000.